# Lucena del Puerto
Lucena del Puerto er en by og kommune i det sydvestlige Spanien i provinsen Huelva. Den har et indbyggertal på 3.388 (2024) indbyggere.